# 4319 Джекіробінсон
4319 Джекіробінсон (4319 Jackierobinson) — астероїд головного поясу, відкритий 1 березня 1981 року.
Тіссеранів параметр щодо Юпітера — 3,514.